# Southern League Cup 1943-1944
Navigation
Édition précédente Édition suivante
L'édition 1943-1944 de la Southern League Cup est la quatrième édition de cette compétition créée pendant la Seconde Guerre mondiale pour compenser l'arrêt des compétitions de la Scottish Football League.
Elle met aux prises les 16 clubs membres de la Southern League dans une compétition commençant par une phase de poules (4 groupes de 4, le club terminant premier se qualifiant pour la suite de la compétition) et se poursuivant par des matches à élimination directe sur terrain neutre, à partir des demi-finales.

## Phase de poules

### Groupe A
| Rang | Équipe              | Pts | J | G | N | P | Bp | Bc | Diff |
| ---- | ------------------- | --- | - | - | - | - | -- | -- | ---- |
| 1    | Rangers             | 10  | 6 | 5 | 0 | 1 | 14 | 5  | +9   |
| 2    | Motherwell          | 7   | 6 | 3 | 1 | 2 | 11 | 12 | -1   |
| 3    | Heart of Midlothian | 6   | 6 | 3 | 0 | 3 | 13 | 11 | +2   |
| 4    | Airdrieonians       | 1   | 6 | 0 | 1 | 5 | 6  | 16 | -10  |

### Groupe B
| Rang | Équipe              | Pts | J | G | N | P | Bp | Bc | Diff |
| ---- | ------------------- | --- | - | - | - | - | -- | -- | ---- |
| 1    | Celtic              | 12  | 6 | 6 | 0 | 0 | 24 | 2  | +22  |
| 2    | Partick Thistle     | 6   | 6 | 3 | 0 | 3 | 9  | 14 | -5   |
| 3    | Falkirk             | 3   | 6 | 1 | 1 | 4 | 8  | 12 | -4   |
| 4    | Hamilton Academical | 3   | 6 | 1 | 1 | 4 | 8  | 21 | -13  |

### Groupe C
| Rang | Équipe        | Pts | J | G | N | P | Bp | Bc | Diff |
| ---- | ------------- | --- | - | - | - | - | -- | -- | ---- |
| 1    | Hibernian     | 11  | 6 | 5 | 1 | 0 | 20 | 6  | +14  |
| 2    | Morton        | 8   | 6 | 3 | 2 | 1 | 19 | 13 | +6   |
| 3    | Albion Rovers | 4   | 6 | 1 | 2 | 3 | 11 | 15 | -4   |
| 4    | Third Lanark  | 1   | 6 | 0 | 1 | 5 | 5  | 21 | -16  |

### Groupe D
| Rang | Équipe       | Pts | J | G | N | P | Bp | Bc | Diff |
| ---- | ------------ | --- | - | - | - | - | -- | -- | ---- |
| 1    | Clyde        | 8   | 6 | 3 | 2 | 1 | 12 | 4  | +8   |
| 2    | Dumbarton    | 7   | 6 | 3 | 1 | 2 | 9  | 10 | -1   |
| 3    | Queen's Park | 5   | 6 | 2 | 1 | 3 | 7  | 12 | -5   |
| 4    | Saint Mirren | 4   | 6 | 1 | 2 | 3 | 8  | 10 | -2   |

## Phase à élimination directe

### Demi-finales
| Équipe 1  | Score | Équipe 2 | Stade                 |
| --------- | ----- | -------- | --------------------- |
| Hibernian | 5 – 2 | Clyde    | Hampden Park, Glasgow |
| Rangers   | 4 – 2 | Celtic   | Hampden Park, Glasgow |

### Finale
| Date        | Équipe 1  | Score                 | Équipe 2 | Stade                 |
| ----------- | --------- | --------------------- | -------- | --------------------- |
| 20 mai 1944 | Hibernian | 0 – 0 (6 corners à 5) | Rangers  | Hampden Park, Glasgow |